# قسم قزقانتشاي الريفي (مقاطعة فيروزكوه)
قسم قزقانتشاي الريفي (بالفارسية: دهستان قزقانچای) هي منطقة ريفية تقع في Arjomand District في إيران. يقدر عدد سكانها بـ 2,931 نسمة .